# Ozero Alakol' (saltsjö i Kazakstan, Qostanaj, lat 51,30, long 62,32)
Ozero Alakol' (kazakiska: Alaköl) är en saltsjö i Kazakstan.   Den ligger i oblystet Qostanaj, i den centrala delen av landet, 600 km väster om huvudstaden Astana. Arean är 0,13 kvadratkilometer.